# Wirus Boginia
Wirus Boginia – wirus specyficzny dla rzęsorków, opisany w 2018 r. przez zespół badaczy Uniwersytetu Łódzkiego, Uniwersytetu Medycznego w Łodzi i University in Manoa.